# Frula
Frula es una localidad española perteneciente al municipio de Almuniente, en Los Monegros, en la provincia de Huesca (Aragón). Se encuentra a 362 m s. n. m. y a 32 km de Huesca. En 2011 tenía una población de 345 habitantes.

## Colonización en la comarca de Los Monegros
El régimen franquista derogó los planes republicanos de reforma agraria en agosto de 1936, unos días después del golpe de Estado que dio paso a la guerra civil española. A partir de entonces, la represión franquista aplicó soluciones de fuerza para desarticular los mecanismos de la resistencia campesina y para reimponer por vía coercitiva el orden rural tradicional. En 1938 se liquidó cualquier rastro de la reforma republicana con la creación del Servicio Nacional de Reforma Económico-Social de la Tierra, garante de que las tierras ocupadas durante el «gobierno rojo» retornaran a manos de sus antiguos propietarios. En octubre de 1939 se creó el Instituto Nacional de Colonización, INC, que duró hasta que se transformó en IRYDA a comienzos de 1970.
Una vez transformado el régimen de arrendamientos de la etapa republicana la ley aprobada en 1942 y restaurado el orden agrario tradicional, se inició una política de colonización. A partir de ahí la colonización causó modificaciones profundas de morfología parcelaria en el paisaje estepario de la comarca, con el fin de adaptarlo al riego por gravedad. 
Para implantar el regadío en la comarca, se aprobaron las obras hidráulicas de la construcción del canal de Huesca y Cataluña. El I tramo del canal de Monegros, hasta el acueducto de Tardienta y la acequia de la Violada, fue declarado de alto interés nacional en 1944, si bien la colonización del territorio no quedó aprobada hasta finales de 1951, en esta zona se construyeron varios de los primeros pueblos de colonización, el II y III tramos del canal de Monegros también se declararon de Alto Interés Nacional en 1951 pero, por ejemplo, pasaron 13 años desde que se aprobó el Plan General de Colonización (11 de diciembre de 1953) y la resolución definitiva de puesta en riego (4 de abril de 1966), lo que se hacía notar era en que la fecha que se aprobaban las leyes no era la inmediata.
La colonización fue en el Alto Aragón un intento de planificación integral del gobierno del territorio. Cambió el paisaje, se roturaron terrenos forestales para plantar nuevos cultivos y, al mismo tiempo, hubo reforestaciones en torno a los pueblos. La distancia que separaba a algunos campos de los pueblos obligaba, según palabras de Francisco de los Ríos, a «crear poblados que aproximaran a los campesinos a sus predios». Según el «módulo carro» la distancia máxima de la parcela no podía ser superior a 3 km. Ya que solo una vez se hubiera mecanizado el cultivo podrían estar más lejos del poblado. En el ámbito de sistema de riegos del Alto Aragón se crearon El Temple, Puilatos, Cantalobos, La Cartuja de Monegros, Curbe, Frula, Montesusin, Orillena, San Jorge, Artasona del Llano, San Juan del Flumen, Sodeto, Valfonda de Santa Ana y Valsalada (los nombres de los pueblos eran elegidos por el INC); todos estos fueron de la época de 1950 excepto El Temple (1949) y todos ellos relativamente pequeños dada la particular visión del Régimen ante la vida más apropiada para el medio rural.
A la provincia llegaron 1852 familias, que no actuaron en las mejores condiciones, institucionales y materiales. Los colonos fueron claves para la maduración y conservación del regadío en unos lotes inicialmente muy malos en cuanto a calidad y de tamaño pequeño y sin tener en cuenta la mecanización del campo en aquella época.

## Colonización de Frula
El 30 de julio de 1958 se reunieron en Grañén los que serían los primeros colonos; en ese día se sortearían los lotes y viviendas de Frula.
Después se adjudicaron, a quien lo necesitaba, una yegua, un remolque y una vaca, con esto se irían ayudando en las faenas del campo y alimento.
Poco a poco se fueron instalando servicios: el casino, el molino, la cooperativa agrícola-ganadera llamada “San José de Pignatelli”, lo que contribuiría de forma importante a unificar y crear la imagen de pueblo. 
Con el tiempo se instalaron nuevos comercios, bares, panadería y farmacia. Existen dos centros educativos: la escuela y la guardería, esta última más reciente.

### Listado de primeras familias
Procedentes de Torres de Barbués (Huesca)
- Vicente Acín Lasaosa (Jaca) y Lidia Ara Pérez (Rasal)
- Antonio Alvira Alós (Torres de Barbués) y Nuria Sarvisé Paules (Torres de Barbués)
- Honorato Gil Moreno e Isabel Sabate Manen (Tarrasa)

Procedentes de Sangarren (Huesca)
- Mariano Huerto Alaman (Sangarren) y Josefa Gracia Viñas (Sangarren)

Procedentes de Castejón de Valdejasa (Zaragoza)
- Mariano Arrieta López (Castejón de Valdejasa) y Francisca Oca Sancho (Castejón de Valdejasa)
- Santiago Arjol Navarro (Castejón de Valdejasa) y Gloria Oca López (Castejón de Valdejasa)
- Pedro Albalad Ruiz (Castejón de Valdejasa) y Gloria Ruiz Murillo (Castejón de Valdejasa)
- Felipe Bernad Pérez (Castejón de Valdejasa) y Ángeles Conde Jimeno (Castejón de Valdejasa)
- Francisco Carnicer López (Castejón de Valdejasa) y Gloria Murillo Carnicer (Castejón de Valdejasa)
- Evaristo Oca Gracia (Castejón de Valdejasa) y Crescencia Ruiz Bernad (Castejón de Valdejasa)
- Raimundo Laplaza Bernad (Castejón de Valdejasa) y Nuria García Castillo (Castejón de Valdejasa)

Procedentes de La Puebla de Albortón (Zaragoza)
- Clemente Artigas Plou (La Puebla de Albortón) y Carmen Morer Sariñena (Villanueva de Gallego)
- José Hasta Lázaro (La Puebla de Albortón) y Antonia López Ramón (Aguilón)
- Víctor Langa Alonso (La Puebla de Albortón) y Gloria Medel Moreno (Aguarón)
- Sebastián Langa Alonso (La Puebla de Albortón) y Crispina Lafoz Bandrés (La Puebla de Albortón)
- Jesús Langa Alonso (La Puebla de Albortón) y Mª Luisa Laglera López (Zaragoza)

Procedentes de Tosos (Zaragoza)
- Domingo Aparicio Candala (Tosos) y Aurora Fustero Gracia (Tosos)

Procedentes de Tauste (Zaragoza)
- Santiago Asensio Esteban (Gallur) y Carmen Borbón Berrar (Castejón de Valdejasa)
- Miguel Betoré Atrian (Tauste) y Germana Ruiz Murillo (Castejón de Valdejasa)
- José Larraz Lampre (Tauste) y Luisa Betoré Atrian (Tauste)
- Tomás Marco Cebollada (Remolinos) y Carmen Martínez Larraz (Tauste)
- Manuel Murillo Capdevilla (Tauste) y Magdalena Sesma López (Miranda de Arga, Navarra)

Procedentes de Almuniente (Huesca)
- Félix Alegre Bailo (Barbués) y Ascensión Revuelta Marías (Barbués)

Procedentes de Plasencia de Jalón (Zaragoza)
- Manuel Benedi Carrascón (Plasencia de Jalón) y Pabla Muro Álvarez (Sobradiel)
- Félix Cotela Serrano (Plasencia de Jalón) y Vicenta Santos Lamgarita (Plasencia de Jalón)
- Antonio Cotela Serrano (Plasencia de Jalón ) y Josefina Albej Rosel (Bardallur)
- Fernando Cotela Serrano (Plasencia de Jalón) y Pilar Lomero Trébol (Plasencia de Jalón)
- Agustín Vicente Gustrán (Plasencia de Jalón) y Andresa Romero Molinero (Epila)
- Dámaso Vicente Gustrán (Plasencia de Jalón) y Felisa Benedi Melende (Tierga)

Procedentes de Robres (Huesca)
- Miguel Berdún Franco (Robres) y Carmen Abadías Zadau (Sangarrén)

Procedentes de Barbués (Huesca)
Antonio Bailo Sarvisé (Barbués) y Carmen Alvira Alós (Torres de Barbués)
Procedentes de Tarazona (Zaragoza)
- Ángel Cacho Martínez (Valverde de Ágreda) y Amparo Cacho Moya (Valverde de Ágreda)
- Paulino Cacho Cacho (Valverde de Ágreda) y Encarnación Hernández Campos (Tarazona)

Procedentes de Lucena de Jalón (Zaragoza)
- Antonio Cobos Vicente (Lucena de Jalón) y Lucila Magdalena Joven (Lucena de Jalón)

Benjamín Montesinos Plo (Lucena de Jalón) y Pilar Plo Gracia (Lucena de Jalón)
Procedentes de Torrijo de la Cañada (Zaragoza)
- Anselmo Cambronero Martínez (Torrijo de la Cañada) y Teresa Almenar Narvión (Torrijo de la Cañada)

Procedentes de Gallur (Zaragoza)
- Pedro Cuartero Laborda (Gallur) y Ascensión Chicapar Agerí (Gallur)
- Felipe Lumbreras Moreno (Gallur) y Josefina Betoré Atrian (Tauste)

Procedentes de Valverde de Ágreda (Soria)
- Fructuoso Cacho Moya (Valverde de Ágreda) y Mª Luisa Rada Zueco (Tarazona)

Procedentes de Cihuela (Soria)
- Francisco Esteban Morales (Cihuela) y Gloria Mariscal Egea (Cihuela)

Procedentes de Grañen (Huesca)
- Jesús Escario Abad (Alcalá del Obispo) y Teresa Luis Castro (Alerre)
- Mario Pago Calucho (Serós, Lérida) y Purificación Mari Molto (Cullera, Valencia)

Procedentes de Cubel (Zaragoza)
- Alberto Enguita Casas (Cubel) y Adoración Martínez Ormad (Cubel)

Procedentes de Leciñena (Zaragoza)
- Dionisio Escartín Marcén (Leciñena) y Lucía Seral Maza (Leciñena)
- Simón Sieso Pisa (Leciñena) y Felisa Solanas Arruga (Perdiguera)
- Blas Vinués Sanz (Leciñena) y Adoración Tolosana Marcén (Leciñena)
- Mariano Posac Letosa (Leciñena) y María Sieso Marcén (Leciñena)
- Juan Solanas Tolosana (Leciñena) y Concepción Solanas Arruga (Zuera)

Procedentes de Grisén (Zaragoza)
- Jesús Fuentes Tejero (Grisén) y Pilar Santos Langarita (Plasencia de Jalón)

Procedentes de Robres (Huesca)
- José Forcén González (La Joyosa) y Mª Salud Baguena Baguena (Paniza)

Procedentes de La Alameda
- Abraham Gómez Rebollar (La Alameda) y Primitiva Remartínez Portero (La Alameda)

Procedentes de Lumpiaque (Zaragoza)
- Antonio Guindas Llorente (Lumpiaque) y Ascensión Ruiz Vial (Lumpiaque)

Procedentes de Purujosa (Zaragoza)
- Emiliano Gómez Tormes (Calcena) y Victorina Gómez Orte (Purujosa)
- Anastasio Sanjuán Herrero (Purujosa) y Natividad Gómez Orte (Purujosa)
- Melchor Ubau Clemente (Purujosa) y Concepción Pérez Ibáñez (Purujosa)

Procedentes de Yuba (Soria)
- Mariano García Martínez (Corvesín) y Paulina Cruz Cobeta (Yuba)

Procedentes de Torralba de Aragón (Huesca)
- Benito García Pascual (Torralba de Aragón) y Fermina Camon Bistue (Lanaja)
- Conrado Palacín Castro (Arascues) y María Paño Pueyo (Torralba)

Procedentes de Embrib-Lucena
- Pablo Gil Marco (Embrid) y Ana María Plo Aguarón (Lucena)

Procedentes de Huesca
- Mariano Huerto Alamán (Barbués) y Josefa Gracia Viñas (Javierrelatre)

Procedentes de Alcubierre (Huesca)
- Antonio Hidalgo Bergua (Zaragoza) y Mari Luz Mené Ester (Alcubierre)

Procedentes de San Martín de Montalbán (Toledo) y de Purujosa (Zaragoza)
- Ramiro Higuera Fernández (San Martín de Montalbán) y Teresa Ubau Pérez (Pujurosa)

Procedentes de Tarazona (Zaragoza)
- Jacinto Jiménez Pérez (Tarazona) y Carmen Tudela Ruiz (Ágreda)
- Mariano Jiménez Rubio (Tarazona) y Dionisia Notivoli Cornago (Tarazona)
- Agustín Latorre Pérez (Tarazona) y Estefanía Magallón Lamana (Tarazona)
- Juan Magallón Rivas (Tarazona) y Consuelo Guillermo Soria (Tarazona)
- Gabriel Pueyo Albericio (Tarazona) y Milagros Tudela Ruiz (Ágreda)
- Eufemio Peña Ramos (Tarazona) y Amalia Lázaro Lobaco (Cadrete)

Procedentes de Tierga (Zaragoza)
- Vicente López Sebastián (Tierga) y Josefa Perales Gil (Tierga)

Procedentes de Villalengua (Zaragoza)
- Francisco Millán Hernández (Villalengua) y Librada Martínez Irigoyen (Villalengua)

Procedentes de Setiles (Guadalajara)
- Máximo Martínez Martín (Setiles) e Isidra Martín Sanz (Setiles)

Procedentes de Zaragoza
- José Martínez Cura (Fuentes de Magaña, Soria) y Felisa Doñate Sierra (La Cartuja, Zaragoza)

Procedentes de Torellas (Zaragoza)
- Juan Peña Ramos (Tarazona) y Adelina Lacarta Sancho (Torrellas)

Procedentes de Cardejón (Soria)
- Manuel Martínez Gonzalo (Tordesalas) y Mª Pilar Gomara Alcalde (Serón de Nágima)

Procedentes de Monzón (Huesca)
- Pablo Negredo Gómez (Gomara) y Adoración García Oertega (Almenar)

Procedentes de Villalengua (Zaragoza)
- Narciso Pérez Mancebón (Villalengua) y Severina Hidalgo Sánchez (Villalengua)

Procedentes de Robledillo de Mohernano (Guadalajara)
- Damaso Puerta Blas (Mohernano) y Sofía Sanz Almazán (Robledillo de Mohernano)

Procedentes de Lucena de Jalón (Zaragoza)
- Joaquín Plo García (Lucena) y Alicia Aguarón Domínguez (Lucena)

Procedentes de Robres (Huesca)
- Pascual Pisa Capistros (Robres) y Adoración Moreu Lacambra (Robres)

Procedentes de Villamayor (Zaragoza)
- Lorenzo Roche Ansón (Zaragoza) y María Bergua Medalón (Villamayor)

Procedentes de Grisel (Zaragoza)
- Antonio Salvador Pérez (Trasmoz) y Soledad Ramírez Miranda (Grisel)

Procedentes de Ariza (Zaragoza)
- Manuel Sancho Escosa (Zaragoza) y Carmen Lisbona Gracia (Zaragoza)

Procedentes de Sierra de Luna (Zaragoza)
- Eugenio Sierra Castán (Sierra de Luna) y Valeriana Borbón Berrar (Castejón de Valdejasa)

Procedentes de Tardienta (Huesca)
- Hipólito Solanas Tolosana (Leciñena) y Felipa Gimeno Marcén (Leciñena)

Procedentes de Gerbe (Huesca)
Miguel Solano Arnal (Gerbe) y Celia Alastrue Lascort (Santa María de Ascaso)
Procedentes de Paracuellos de la Ribera (Zaragoza)
- José María Tabuenca Roy (Paracuellos de la Ribera) y Dolores Sánchez Quilez (Paracuellos de la Ribera)

Procedentes de Montmesa (Huesca)
- Jesús Tolosana Visus (Montmesa) y Pilar Oliván Franco (Anies)

### Primeros trabajadores especializados
Los primeros trabajadores que se trasladaron a Frula fueron:
- Maestra de la escuela de niñas: doña Visitación Piracés Borderías;
- Maestro de la escuela de niños: don Antonio de Miguel Sos Abad;
- Panaderos: Saturnino Sanagustín Esperanza y Gabriela Abadía Viñuales;
- Cura párroco: don Valentín Calle Martínez;
- Tenderos: Antonio Piraces Borderías y Rosario Daroca Molinos;
- Cinero: Ramón Asesio.
- Molineros: Manuel Martínez Gonzalo y María Pilar Gómara Alcalde;

### Tractoristas
Los tractorístas que ejercieron como tales en el comienzo de Frula fueron: Ángel Oca Bernad, Antonio Castel Canalis, Antonio Ramón Cubero, Félix Higuera Fernández, Ramiro Higuera Fernández, Marcelino Oca Ruiz, Pascual Santolaria Allué, Ramón Jiménez Fontana y Amadeo Barón Berrar.